# Quinto Mucio Scevola (console 95 a.C.)
Quinto Mucio Scevola (in latino Quintus Mucius Scaevola; 140 a.C. – 82 a.C.) è stato un giurista e politico romano.

## Biografia
(Marco Tullio Cicerone, Laelius de amicitia)
Appartenente alla gens Mucia, Quinto Mucio Scevola, figlio di Publio Mucio, è considerato uno dei più grandi giuristi della storia del diritto romano e in parte l'artefice dell'introduzione, nella giurisprudenza romana, del metodo dialettico e diairetico, mutuato dal pensiero filosofico greco.
Fu questore nel 110 a.C., tribuno della plebe nel 106 a.C., pretore nel 98 a.C., console - insieme a Lucio Licinio Crasso - nel 95 a.C., proconsole d'Asia nel 94 a.C. e pontefice massimo nell'89 a.C. Durante il consolato promulgò la Lex Licinia Mucia, che fissava dei rigidi limiti al conseguimento della cittadinanza da parte degli Italici.
Fra le sue opere letterarie si ricordano gli Horoi (titolo in greco che corrisponde al latino definitiones) e i Libri XVIII iuris civilis. Quest'ultima opera può considerarsi il primo manuale sistematico di diritto civile basato sull'impiego delle categorie aristoteliche di genus e species, preso a base di trattazioni civilistiche posteriori che ne seguivano la sistematica (cd. sistema muciano), i cd. libri ad Quintum Mucium, tanto che Quinto Mucio Scevola fu il più antico giurista compendiato nei Digesta del Corpus iuris civilis e il primo in ordine di apparizione nell'Index Florentinus.
Ce ne fornisce notizia il giurista Sesto Pomponio in un brano dell'opera Enchiridion conservatoci dal Digesto giustinianeo: D.1.2.41 «Post hos Quintus Mucius Publii filius pontifex maximus ius civile primus constituit generatim in libros decem et octo redigendo».
Sempre Pomponio annovera tra i discepoli di Quinto Mucio illustri giuristi romani: Aquilio Gallo, Balbo Lucilio, Sesto Papirio, Gaio Giuvenzio e Servio Sulpicio. Venne soprannominato "Il pontefice" per distinguerlo dal cugino Quinto Mucio Scevola detto l'"Augure".
Morì nell'82 a.C. sotto il consolato di Gneo Papirio Carbone e Gaio Mario il Giovane, ucciso nel tempio di Vesta dai seguaci di quest'ultimo.